# Australian Broadcasting Corporation
Australian Broadcasting Corporation (ABC) är ett nationellt offentligt programföretag i Australien. Det började sända radio år 1923 och TV år 1956.